# Mohamed El-Sayed (szermierz)
Mohamed El Sayed (ur. 3 marca 2003 w Kairze) – egipski szpadzista, uczestnik Letnich Igrzysk Olimpijskich 2020 i medalista Letnich Igrzysk Olimpijskich 2024.

## Życiorys
Urodził się 3 marca 2003 roku w Kairze, stolicy Egiptu. Jego ojciec Samy był trenerem reprezentacji Egiptu w szermierce. Trenować szermierkę zaczął w wieku sześciu lat w Tanta.
W 2021 roku reprezentował Egipt na Letnich Igrzyskach Olimpijskich 2020, gdzie wystartował w szpadzie indywidualnie mężczyzn. W 1/16 finału pokonał 15:11 reprezentanta Francji Yannicka Borela, po nim zaś w 1/8 finału zwyciężył wynikiem 15:9 z reprezentantem Chin Lan Minghao. Rywalizację zakończył w ćwierćfinale, przegrywając wynikiem 15:13 z reprezentantem Ukrainy Ihorem Rejzlinem. W 2022 roku wygrał Mistrzostwa Afryki, a rok później zajął w nich drugie miejsce.
W 2024 roku ponownie reprezentował Egipt na Letnich Igrzyskach Olimpijskich, gdzie w rywalizacji indywidualnej szpadzistów w 1/16 finału pokonał 15:7 Jhona Édisona Rodríguez, w 1/8 finału wygrał 15:10 z Andrea Santarelli, a w ćwierćfinale zwyciężył 9:8 Neissera Loyolę. W półfinale uległ 15:9 Yannickowi Borelowi, a wynikiem 8:7 wygrał mecz o brązowy medal z Węgrem Tiborem Andrásfim.